# 木暮美紀
木暮 美記（こぐれ みき、生年月日非公表 - ）は、岐阜県出身の歌手。2015年に歌手の美樹克彦プロデュースの曲で歌手デビュー。2022年、美樹克彦と結婚。

## 略歴・人物
- 特技は野球。
- 趣味はゴルフ、ショッピング、人間観察。

## 出演・経歴
主な作品は美樹克彦プロデュースシングル『ZAN ZAN ZAN』『Lai Lai Lai』